# Salvatore Borelli
Salvatore Borelli (Sambiase, 3 dicembre 1930 – Lamezia Terme, 18 dicembre 2004) è stato un poeta italiano che compose in dialetto calabrese.

## Biografia
Salvatore Borelli nacque a Sambiase, ora Lamezia Terme, il 3 dicembre 1930, dal padre Giovannino e dalla madre Tommasina Renda.
Dal padre ha ereditato la creatività, il carattere allegro ed estroso e la passione per la musica, egli, infatti, ottimo suonatore di chitarra era solito declamare per le vie di Sambiase le storie di Cornalivari.
Dovendosi mantenere Salvatore Borelli si avviò inizialmente, seguendo le orme paterne, alla carriera come muratore, per poi in seguito essere assunto presso gli uffici del Municipio cittadino in qualità di messo notificatore.
Non solo poeta, dunque, ma anche musicista, dimostrando anche in questo campo il suo talento artistico, in quanto fu solito con alcuni amici per tanti anni animare le svariate feste, suonando musiche d’altri tempi.

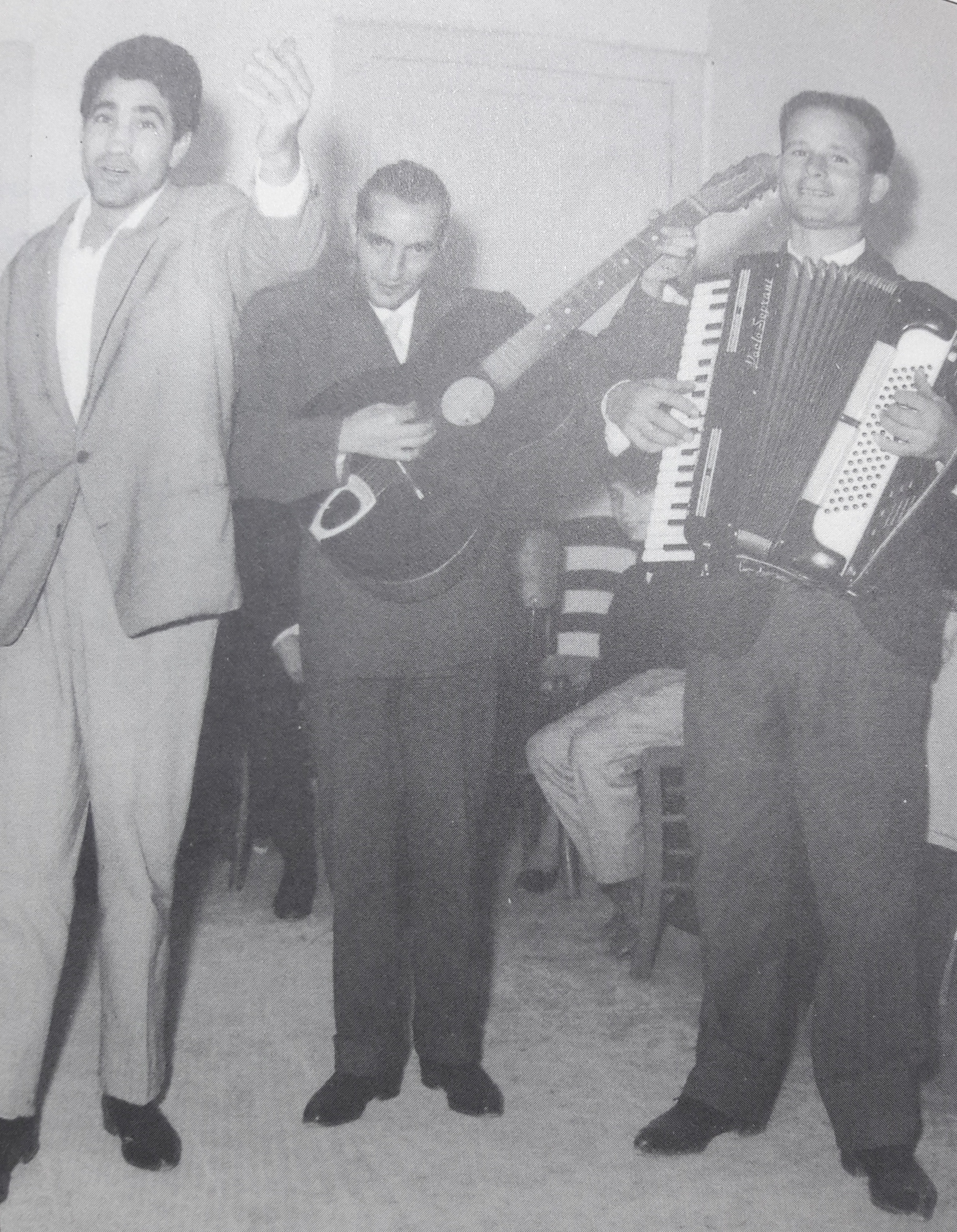
Foto tratta da "Quandu canta lla cicala" GM

I suoi primi scritti Eranu ‘i matinati e Ha turnatu ‘u zzu Saveru erano il risultato di spontanei sfoghi personali a seguito di alcuni episodi avvenuti in paese, che avevano turbato la sensibilità dell’autore.
Nati con l’intenzione di essere declamati semplicemente nell’ambito di una stretta cerchia di amici, pian piano in Salvatore Borelli cominciò a maturare l’idea di una pubblicazione.
Tale idea fu supportata anche dal premio che, nel 1983, la Pro Loco di Sambiase gli assegnò al concorso di poesia intitolato alla memoria del filosofo Francesco Fiorentino. L’anno successivo, il Comitato Organizzatore delle commemorazioni per il centenario della morte e il centocinquantenario della nascita del suddetto filosofo invitò ufficialmente il Borelli alla cerimonia conclusiva, tenutasi nel Duomo di Sambiase, per declamare alcune sue poesie.
Fu così che nel 1986 vide la luce la sua prima raccolta poetica Duci e amaru la quale riscosse un’ottima accoglienza. Il suo secondo libro, invece, intitolato Cumu ‘nu suannu e dedicato alla figlia Tommasina, prematuramente scomparsa, uscirà solamente nel 1995. 
La sua terza silloge poetica Quandu canta lla cicala uscirà, invece, nel maggio 2005, postuma.
Salvatore Borelli, infatti, morì il 18 dicembre 2004.
“Egli vantava parentele con personaggi illustri.
Infatti Borelli era nipote della Medaglia d'oro al valor militare Elvidio Borelli (fratello del padre), del suo omonimo e cugino scrittore Elvidio Borelli e nipote del giornalista Aldo Borelli (dal 1929 al 1943 direttore del Corriere della Sera), cugino di suo padre Giovannino.”
Il 18 dicembre 2018, a quattordici anni di distanza dalla scomparsa, la città di Lamezia Terme ha intitolato una piazza in ricordo del poeta vernacolare, sita nel quartiere Savutano di Lamezia Terme Sambiase.

## La poetica
Negli ultimi anni in Italia si può assistere a una progressiva diminuzione delle testimonianze dialettali, sia come relativa scomparsa o indebolimento della presenza di canti, racconti e proverbi popolari, sia come restrizione dell’uso del dialetto nella vita quotidiana e nei rapporti interpersonali, in special modo tra i giovani. Negli ultimi anni, però, si sono sviluppati processi in controtendenza, che hanno condotto una diversa fase diffusione del dialetto, di riassunzione consapevole di esso.
Proprio in questo contesto si colloca l’opera di Salvatore Borelli. Secondo il parere dell’antropologo Luigi Lombardi Satriani le sue poesie “costituiscono un atto di fedeltà a un universo culturale, a una terra. Esse modulano momenti di vita quotidiana, eventi di cronaca locale, episodi di vita paesana. Con attenzione alla storia culturale e sociale della regione, viene reso omaggio, riprendendo suggestive metafore, a figure emblematiche della diaspora calabrese quale quella di Franco Costabile, e a personaggi di rilievo delle comunità locali. Così come un omaggio viene reso al potere magico della natura, produttrice di bellezza e procuratrice di intense emozioni”.
Una poesia, dunque, dal forte valore identitario; poesie quelle di Borelli che sin dalla prima raccolta “Duci e amaru” del 1986, definiscono il loro mondo poetico: il microcosmo paesano; come tutti i grandi poeti dialettali Borelli sa di non potersi staccare dal suo popolo.
L’opera di Borelli s’inserisce a pieno titolo nel filone di quella poesia dialettale di livello, che sceglie come tema lirico “la storia con la s minuscola”, cioè quella quotidiana liturgia esistenziale propria della gente umile di Calabria, riconducibile a un passato ormai sbiadito.
Le storie a cui il poeta Borelli dà voce sono storie di un tempo in cui tutto era semplice e diretto, immediato e spontaneo, in cui la vita, vissuta all’interno della dimensione sociale ristretta del paese, aveva il sapore genuino e primigenio della consolante protezione dai mali della civiltà urbana circostante.
La semplicità e la povertà materiale degli uomini popolani del Borelli si traduce – agli occhi attenti di chi vede il mondo odierno dirigersi verso una deriva alienante – in una profonda ricchezza morale e materiale, in una spiritualità fatta di piccoli gesti.
Salvatore Borelli, poeta cicala, dà voce e canto alla purezza di quel passato vissuto e vivente, all’incanto di quei piccoli, quotidiani, significanti gesti. Farsi testimone di un tempo lontano non vuol dire per lui incarnare un atteggiamento nostalgicamente passivo, Borelli in quanto poeta sceglie di essere cicala fino alla morte, sceglie cioè la via del canto spiegato, della parola liberata che si fa voce e testimonianza di un presente troppo impersonale rispetto a un passato potente.
Salvatore Borelli è poeta contemporaneo all'epoca sua, ossia poeta che sta con tutto se stesso dentro il presente, unico ponte tra il passato, che rivive in noi, e il futuro, che stiamo già costruendo.

## Alcune Poesie
Brevi commenti ad alcune poesie tratte dalle varie raccolte di Salvatore Borelli, effettetuate dal dottor Giovanni Mazzei nel maggio 2019.

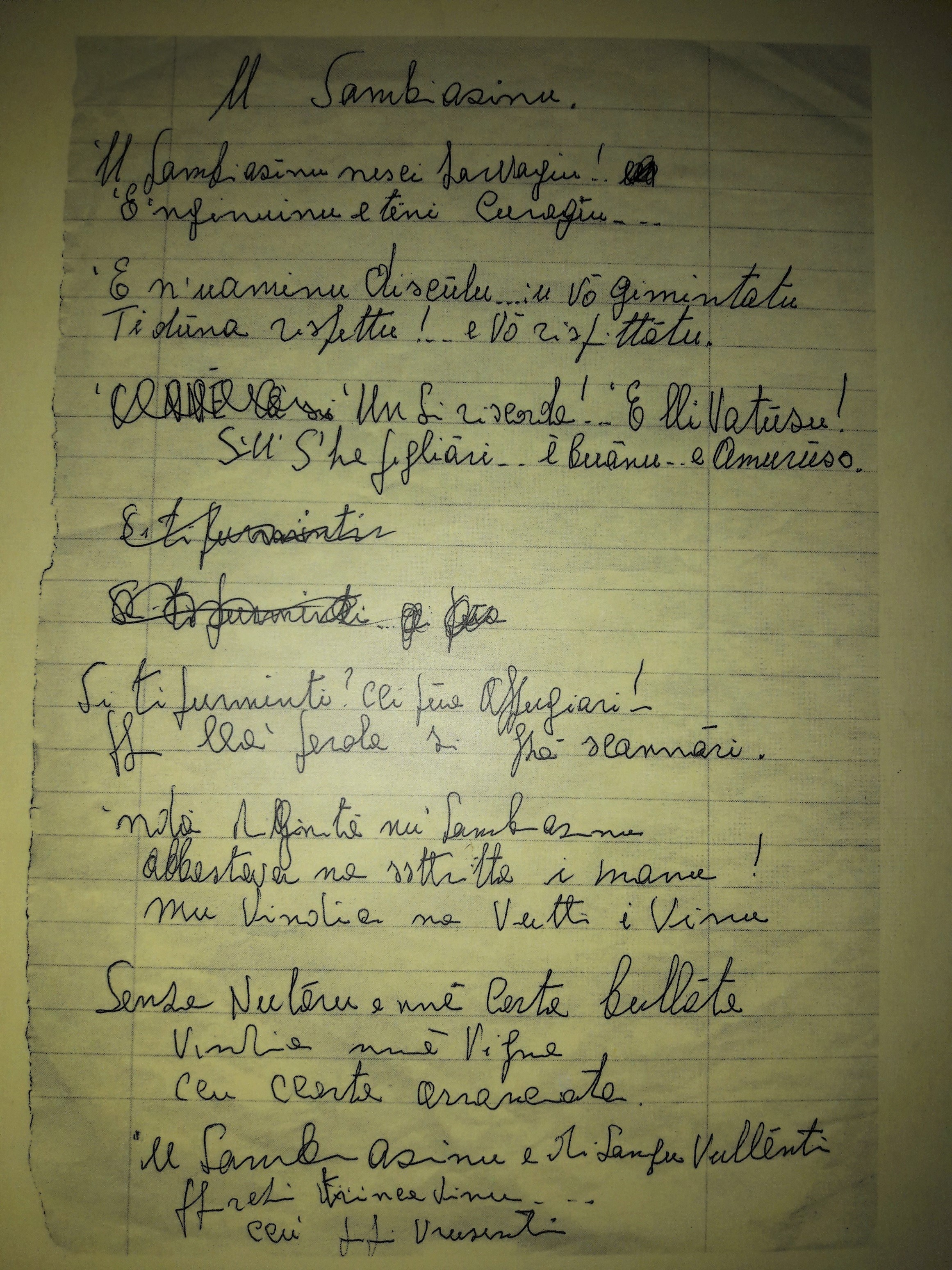
Manoscritto " 'U Sambiasinu", foto di Giovanni Mazzei

## Eranu 'i matinati
Descrizione di un preciso periodo a cavallo degli anni ‘80 del Novecento e di un immaginifico discorso fra le statue di San Francesco da Paola e di Francesco Fiorentino, filosofo di Sambiase, avvenuto nell'omonima piazza.
Tra le più note liriche del poeta di Sambiase, il componimento in questione si distingue per lo sforzo immaginativo di idealizzare due delle statue di maggiore impatto per l’apparato simbolico della comunità sambiasina dialogare tra loro e facendolo utilizzando il dialetto del posto. La poesia è inserita nella sua prima silloge "Duci e amaru" del 1986.
La statua di Francesco Fiorentino fu durante gli anni ‘70, anni di contestazione, imbrattata mediante l’utilizzo di alcune bombolette spray, mentre la statua del Santo originario di Paola verso la fine degli anni Sessanta fu spostato dal suo antico posto e situata con le spalle poggiate allo spigolo della casa di un privato cittadino.
Le due statue si lamentano, dunque, della grossolanità di questo mondo, dove non vi è più rispetto neanche per le personalità più autorevoli.
Il tutto è reso da un utilizzo – avveduto e consapevole – del mezzo metrico, capace di ritmare il componimento senza cali di tensione nella lettura

## 'A chjiazza
‘A chjiazza è una sorta di poema, o poemetto, costituito da 22 componimenti; è inserito nella sua seconda raccolta poetica “Cumu ‘nu suannu”.
In siffatto poema si vanno a descrivere le varie attività commerciali che affacciavano i loro ingressi e le loro vetrine in quello che all’epoca era il centro pulsante della vita commerciale comunitaria dell’antica Sambiase, ovvero lo spazio antistante la Chiesa Matrice, appunto nominato ‘a chjiazza.
Da una prima descrizione, nella quale vengono esaltate le bellezze della chjiazza, intesa come salotto buono del paese, si passa poi a elencare le varie attività presenti come la gazzoseria di Silvestro ecc.
Il poema ha valore sì poetico ma anche storiografico, nonché etnografico.

## Quandu canta lla cicala
La poesia Quandu canta lla cicala costituisce Il testamento poetico di Borelli, qui la similitudine fra il poeta e la cicala emerge imperiosa e foriera di tutta la potenza immaginifica che tale metafora con sé reca.
L’iniziale descrizione della calura estiva e della continua litania della cicala, del suo imperterrito canto che spesse volte fa alzare le lamentele di chi vorrebbe riposare nella placida canicola dell’agosto calabrese, fa da contraltare allo slancio lirico dell’ultima parte, nella quale si introduce il concetto che la cicala sia nata esclusivamente per cantare e finché la sua vita non terminerà lei canterà.
In egual maniera il poeta ha inscritto nel suo destino l’obbligo di cantare e tale obbligo si esaurirà solamente con la morte del poeta stesso.

## Opere
- Duci e Amaru, Rubbettino Editore, Soveria Mannelli, 1986.
- Cumu nu suannu, La Modernissima, Lamezia Terme, 1995.
- Quandu canta lla cicala, Lamezia Terme, 2005.